# 大津町立大津北小学校
大津町立大津北小学校（おおづちょうりつ おおづきたしょうがっこう）は、熊本県菊池郡大津町にある町立の小学校。

## 歴史
- 2003年4月1日 - 平川小学校、矢護川小学校、真城小学校が統合し旧平川小学校跡にて開校。